# José María Alguersuari

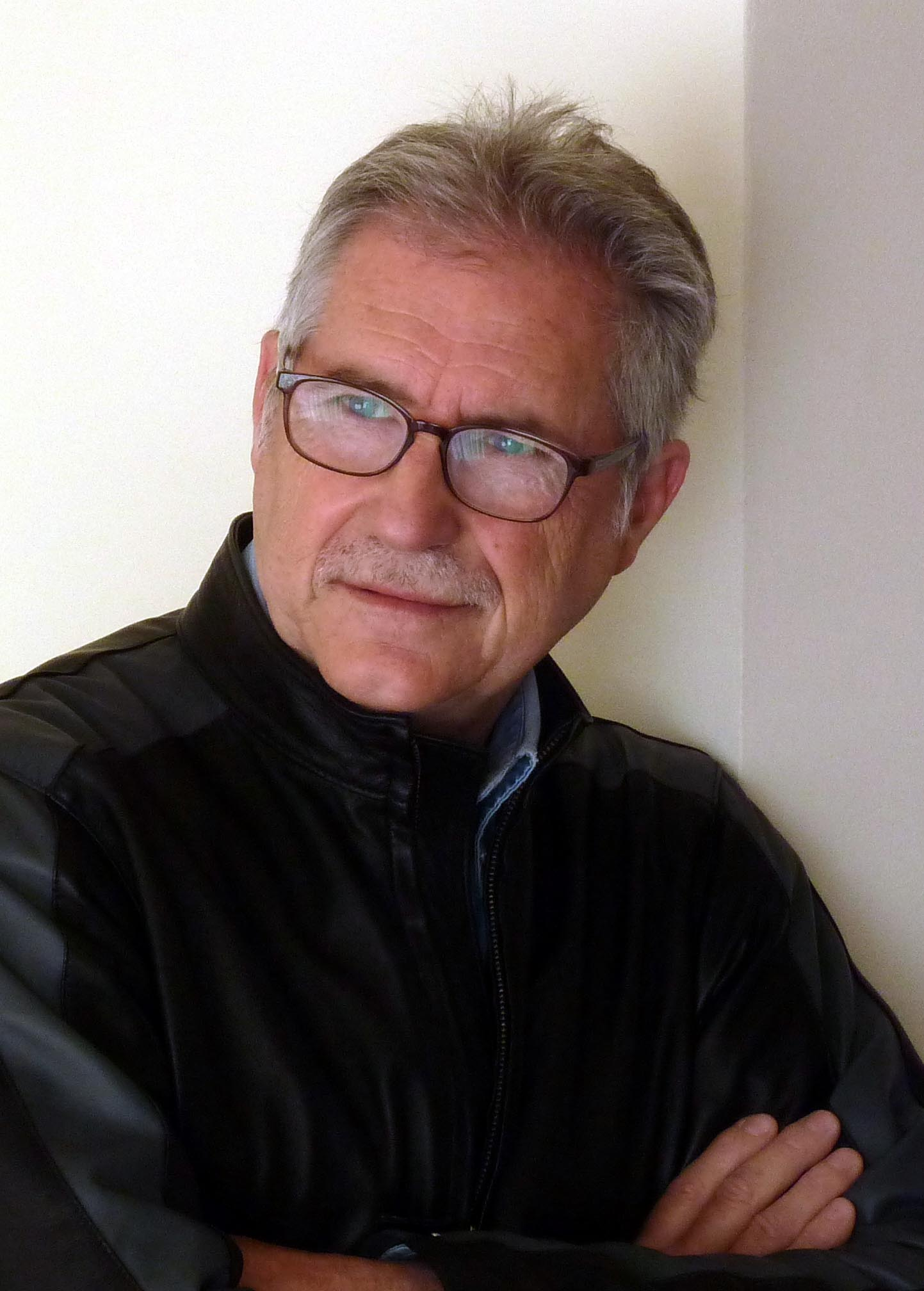
José María Alguersuari

José María Alguersuari Tortajada (Sabadell, 10 de diciembre de 1945) es un fotoperiodista español.

## Biografía
Se inició en la profesión de muy joven, ayudando a su padre, también fotógrafo, realizando fotografías para cubrir eventos deportivos. Se inició profesionalmente con sólo 15 años y pertenece a la generación de los años 60, en la que también se iniciaron fotógrafos como Oriol Maspons, Xavier Miserachs, Ricard Terré, Joan Colom o Colita. Publicó sus primeras fotos de motociclismo en 1959 en periódicos como El Noticiero Universal, Diario de Barcelona y El Mundo Deportivo, dedicándose ya plenamente a los deportes de motor durante toda la época de los años 60.
Como fotoperiodista deportivo destacó porque fue el primero en dejar de lado los teleobjetivos cortos para hacer servir uno de 300 milímetros. Dedicó la mitad de su vida profesional a los deportes y la otra al reportaje periodístico. Más adelante, pasó por campos como la publicidad y la moda con el promotor Paco Flaqué, realizando trabajos en Francia, Italia, y Argelia entre 1970 y 1974.
En 1975 fundó, junto con su hermano Jaime la revista Solo Moto. En 1978 comenzó a trabajar como fotógrafo especializado en El Periódico de Cataluña. Entre 1983 y 2007 trabajó en el equipo del Magazine de La Vanguardia, donde llevó a cabo su especialización fotográfica y se convirtió en jefe de fotografía, dedicándose a hacer reportajes fotográficos en todo el mundo.

## Obra
Durante su carrera cubrió actos de todo tipo, como el Mundial de fútbol de Argentina 1978, los Juegos Olímpicos Seúl 1988, los de Barcelona 1992, el seguimiento de los cosmonautas Manarov y Titov a finales de los 80, la caída del muro de Berlín en 1990, el bicentenario de la Torre Eiffel en 2000, además de varios reportajes sobre los Estados Unidos (Nueva York, Woody Allen, terremoto de San Francisco de 1989), Hong Kong o el Reino Unido, entre otros. Está considerado como el pionero en una rama especializada del fotoperiodismo, tanto en cuanto a la técnica como a la composición, como un precursor en cuanto a la modernidad de la fotografía deportiva en España.
Ha colaborado en revistas como Interviú, Expresión, Guerini Sportivo, Don Balón, Champions, Geo , Historia y Vida y en editoriales como Plaza Janés, Salvat, Lumberg, Planeta, y ha sido jurado en varios concursos fotográficos, entre los que destacan el FotoPress (1984 y 1989 ), los Premios Naturaleza del Consejo de Europa y el Mejor Foto de La Vanguardia. Obra suya se encuentra en varios fondos, entre los que destaca el fondo de arte del Comité Olímpico Internacional en Lausana.

## Publicaciones
Ha publicado diversos libros sobre fotografía, en castellano y catalán:
- 1991 - Montjuïc la Montaña encantada (Lumberg, 1991) con textos de Màrius Carol[8]
- 1987 - Barcelona Paso Universal (coautor) (Tisa, 1987)
- 1994 - El deporte en España (comissari) (Lumberg, 1994)
- 1995 - Álbum de Fotografía Práctica (Planeta, 1995)[9]
- 2006 - Barcelona desde el Aire (Planeta, 2006)
- 2007 - Diarios de Fotografía...y alguna motocicleta (Produccions Editorials de la Imatge, 2007)[10][11]

## Exposiciones
- 1984 - III Jornadas universitarias de Madrid
- 1988 - Fotografía en el viaje (La Caixa) (colectiva)
- 1988 - La prensa en Barcelona (Palau de la Virreina) (colectiva)
- 2000 - Introducció a la història de la fotografia a Catalunya (MNAC) (colectiva)[12][13]
- 2003 - Barcelona per la Pau. Ayuntamiento de Barcelona (colectiva)

## Premios y reconocimientos
- 1965 - 1r Premio Real Federación Motociclista Española
- 1985 - Premi Gaziel de fotoperiodismo (Generalidad de Cataluña)[14]
- 1988 - Focsa a la Mejor Expresión Gráfica
- 1990 - Premio Mejor Foto 1990. (Mundo Deportivo)[15]
- 1990 - Premio Mejor Fotógrafo de España (Premio de los lectores. Revista Foto)
- 1992 - 3r Premio Foto Gran Prix
- 2007 - Premio Oro de la Society for New Desing (SNDE) a la mejor foto periodística de prensa.[16]